# Gezel (vrijmetselarij)
Een gezel is binnen de vrijmetselarij de benaming die gegeven wordt aan een vrijmetselaar in opleiding die reeds een basisniveau van initiatie heeft bereikt, maar nog niet ten volle is ingewijd.  Zijn opleiding moet nog vervolmaakt worden gedurende een bepaalde tijd.  De gezel wordt verder ingewijd in de geheimen van de vrijmetselarij.
De gezel is de tweede graad van lidmaatschap die gehanteerd wordt binnen de blauwe vrijmetselarij die werkt met de drie symbolische basisgraden.
Als de gezel eenmaal een voldoende hoog niveau heeft bereikt, wordt hij verheven tot meester.  Dit inwijdingsproces wordt filiatie genoemd.